# Italo Pietra
Italo Pietra (Godiasco Salice Terme, 3 luglio 1911 – Ponte Nizza, 5 settembre 1991) è stato un partigiano, giornalista e scrittore italiano.

## Biografia
Ha partecipato nel 1936 come sottotenente di complemento degli Alpini nella divisione Pusteria alla campagna d'Abissinia. Dopo l'entrata dell'Italia nella Seconda Guerra Mondiale combatté con il grado di tenente sul fronte greco-albanese nel 1º reggimento alpini, in cui fu decorato due volte al valore militare. Dopo l'armistizio dell'8 settembre 1943 ha partecipato alla resistenza nell'Oltrepò (nome di battaglia «Edoardo»), divenendo prima ispettore delle brigate garibaldine, poi comandante delle diverse divisioni della zona. Entrò a Milano il 27 aprile 1945 come capo delle brigate partigiane dell'Oltrepò. Nella Milano appena liberata conobbe Enrico Mattei. Nacque un'amicizia.
Ha collaborato a Iniziativa socialista, Mercurio, Critica Sociale, L'Avanti!. È stato per molti anni inviato dell'L'Illustrazione Italiana di Livio Garzanti e del Corriere della Sera come inviato. Memorabile rimane il suo reportage tra le chiese vuote della Cecoslovacchia comunista. Ha diretto Il Giorno dal gennaio 1960 (chiamato da Enrico Mattei) al giugno 1972 e Il Messaggero dal maggio 1974 al giugno 1975.
Ha scoperto e lanciato molti giornalisti divenuti poi famosi: Alberto Arbasino (Pietra era amico della madre che l'aveva autorizzato a menarlo se usava troppo spesso termini stranieri), Natalia Aspesi, Bernardo Valli (il quale raccontava di averlo incontrato in Algeria mentre dava lezioni di guerriglia), Vittorio Emiliani (al quale commissionò un'inchiesta sui porti), Giampaolo Pansa (facendogli il colloquio gli chiese se avrebbe preferito essere inviato in Vietnam o a Voghera: se avesse risposto Vietnam non l'avrebbe assunto), Giorgio Bocca e Tiziano Terzani.
Intervistò molti leader mondiali, da Indira Gandhi a Maometto V del Marocco. È autore di I grandi e i grossi (1973), Il Paese di Perpetua (1975), Moro, fu vera gloria? (1983), I tre Agnelli (1985).
Stimato anche all'estero. Morì dopo lunga malattia nel 1991  a Ponte Nizza, suo paese da sempre, dove il comune gli ha dedicato una piazza e un museo.
Volle essere sepolto nel piccolo cimitero appenninico della frazione di Pizzocorno, val di Nizza. Donò parte dei suoi volumi alla Biblioteca di Studi Umanistici dell'università di Pavia.

## Riconoscimenti
- Nel 1953 vince il premio Saint Vincent
- Nel 1986 vince il Premio Nazionale Rhegium Julii per il Giornalismo[7]

## Decorazioni
Grande ufficiale dell'Ordine al merito della Repubblica italiana
Conferimento 27/12/1962
 Medaglia d'argento al valor militare
Aiutante maggiore di battaglione, saputo che il nemico era riuscito a penetrare in una postazione limitrofa a quelle del proprio battaglione, raccolti alcuni elementi della compagnia comando, partecipava di sua iniziativa al contrattacco ed all'inseguimento del nemico guidando arditamente i suoi uomini alla baionetta. Concorreva così efficacemente al successo della giornata dando esempio di slancio, ardimento e sprezzo del pericolo.
-Faqja e gurit 20 dicembre 1940 XIX-
 Croce di guerra al valore militare
Durante aspro combattimento per la conquista di importante località,si offriva accompagnare il comandante di battaglione, spintosi fra i reparti avanzati, e ne seguiva impavido l'esempio ed il cammino lungo la linea di cresta intensamente battuta. Caduto l'ufficiale mortalmente ferito,si prodigava per assisterlo a rimuoverlo dalla zona di fuoco, incitando gli alpini alla lotta, nel nome eroico del comandante.
- Alture N.E. di Dibra (fronte greco) 11 aprile 1941 XIX-
 Croce al merito di guerra - seconda concessione
 Distintivo d'onore per i patrioti "Volontari della libertà" (1943-45)
 Medaglia commemorativa della guerra di liberazione 1943–45
 Medaglia commemorativa del periodo bellico 1940–43
 Medaglia commemorativa delle operazioni militari in Africa Orientale 1935–1936 (ruoli combattenti)

## Il fondo librario e documentario
Italo Pietra ha lasciato la sua ricca biblioteca personale alla Biblioteca civica Ricottiana di Voghera e all'Università degli studi di Pavia, dove è conservato presso la Biblioteca di Studi Umanistici.
Conta circa 3400 volumi che, nel 1997, in virtù dell'affetto che legava il padre a Pavia, la figlia ha donato al Dipartimento Storico-Geografico dell'Ateneo pavese con l'esplicita richiesta di farne un fondo librario unitario a disposizione di studiosi e studenti. Altri 2300 volumi sono invece stati donati nel 2013 alla Biblioteca Civica Ricottiana di Voghera.
Il Fondo conservato a Pavia raccoglie una parte di quella che era stata definita da chi frequentava Italo Pietra una “smisurata biblioteca” nella quale erano stati raccolti testi collegati sia alla sua attività giornalistica, sia alla storia del XX secolo, in particolare alla seconda guerra mondiale e all'attività partigiana che Pietra aveva vissuto in prima persona militando nella Resistenza dell'Oltrepò pavese.
Oltre a volumi sulla storia del Nazismo e del Comunismo, sulle vicende belliche e post-belliche e sulle politiche colonialiste internazionali, un nucleo consistente di opere riguarda la politica interna italiana e dell'area mediterranea, le relazioni internazionali, le politiche economiche ed energetiche mondiali con una significativa attenzione ai paesi in via di sviluppo. Molti volumi riguardano anche l'agricoltura, argomento al quale Pietra era particolarmente interessato al punto da raccogliere un'intera collezione di documenti sui Consorzi Agrari che aveva poi donato al collega giornalista Vittorio Emiliani, autore a più riprese di inchieste sullo sfruttamento del suolo e delle risorse naturali.
Pietra ha lasciato anche uno schedario con un archivio di ritagli di giornale, suddivisi per argomento, che dovevano con ogni probabilità fornire un supporto documentario alla sua attività giornalistica: il contenitore è attualmente di proprietà dell'Istituto pavese per la storia della Resistenza e dell'età contemporanea di Pavia.

## Opere
- I Grandi e i Grossi. 12 ritratti per la cronaca del nostro tempo, Collezione Le Scie, Milano, Arnoldo Mondadori Editore, 1973,  p. 272. [indice: Sandro Annoni, Luigi Cavallero, Enrico Caviglia, Luchino Dal Verme, Giuseppe Saragat, Pietro Nenni, Amintore Fanfani, Angelo Costa, Enrico Mattei, Etienne Duval, Mehdi Ben Barka, Willy Brandt]
- Il paese di Perpetua, Collana Libelli, Milano, Feltrinelli, 1975,  p. 82.
- Moro: fu vera gloria? Sa e non fa. Ha il senso della storia, non quello dello Stato né quello delle cifre. Nella sua vita una chiave del trentennio DC., Milano, Garzanti, 1983.
- i tre Agnelli: Giovanni, Edoardo, Gianni. Dalla fondazione della FIAT a oggi, una famiglia che è una dinastia, una squadra di calcio, un'economia, Milano, Garzanti, 1985.
- Mattei. La pecora nera. Da operaio a dirigente industriale, da partigiano a commesso dello stato. Rilancia l'AGIP invece di liquidarla. L'avventura del metano, la scoperta del terzo mondo, la lotta con le Sette Sorelle (e con i loro amici italiani). I rapporti col la DC nel tempo di De Gasperi:e dopo De Gasperi. Come nascono l'ENI e «Il Giorno». Corruttore incorruttibile: è vero che la corruzione è nata con lui e che è morta dopo di lui? Aveva un debole: creare lavoro. Dicono che è morto al momento giusto: ma giusto per chi? É caduto a un passo dal Sahara, e a due passi dalla Casa Bianca, Milano, SugarCo Edizioni, 1987,  p. 287.
- E adesso Craxi. Un ritratto politico, Milano, Rizzoli, 1990,  p. 225.